# Näversjön (Åsele socken, Lappland, 713425-158903)
Näversjön är en sjö i Åsele kommun i Lappland och ingår i Gideälvens huvudavrinningsområde. Sjön har en area på 1,76 kvadratkilometer och ligger 352 meter över havet. Sjön avvattnas av vattendraget Tunnersjöbäcken.

## Delavrinningsområde
Näversjön ingår i det delavrinningsområde (713362-159127) som SMHI kallar för Utloppet av Näversjön. Medelhöjden är 391 meter över havet och ytan är 19,92 kvadratkilometer. Räknas de 4 avrinningsområdena uppströms in blir den ackumulerade arean 124,83 kvadratkilometer. Tunnersjöbäcken som avvattnar avrinningsområdet har biflödesordning 2, vilket innebär att vattnet flödar genom totalt 2 vattendrag innan det når havet efter 196 kilometer. Avrinningsområdet består mestadels av skog (64 procent) och sankmarker (23 procent). Avrinningsområdet har 1,76 kvadratkilometer vattenytor vilket ger det en sjöprocent på 8,8 procent.